# Куоги, Стефано
Стефано Куоги (итал. Stefano Cuoghi; родился 8 августа 1959 года, Модена, Италия) — итальянский футболист, выступавший на позиции полузащитника, тренер.

## Клубная карьера
Стефано родился в городе Модена и является воспитанником клуба «одноимённого клуба». Он не дебютировал за первую команду в 1977 году и стал одним из ключевых игроков команды. Спустя три года, в 1980 году он стал игроком «Милана», играющего в Серии B. Спустя три года, в 1983 году Стефано вернулся в «Модену». В 1985 году отправился в «Перуджу», а через год в «Пизу». За пизанский клуб сыграл более ста матчей в чемпионате. В 1990 году совершил трансфер в «Парму», с которой выиграл кубок Италии и Кубок обладателей Кубков УЕФА.